# Amparo Tomé
Amparo Tomé González (n. Vitigudino) es una socióloga e investigadora española especialista en sociología de la educación, especialmente conocida por sus trabajos en educación y género.

## Trayectoria
Nacida en Vitigudino, provincia de Salamanca, reside en Barcelona desde finales de los años 70, donde fue docente en institutos de secundaria como profesora de inglés y ética entre 1978 y 1991.
Licenciada en 1970 en filología inglesa por la Universidad de Salamanca, es diplomada y máster en psicología y sociología de la educación por el Instituto de Educación de la Universidad de Londres (1979). A finales de los años 80 empezó a trabajar en el grupo Mujer y educación para investigar las carencias de las niñas en el terreno educativo y sus consecuencias y como afectaba el sexismo en la vida de las niñas. El primer reto era hacerlas visibles más tarde fue ponerlas en valor. También trabajar con el profesorado que debían ser los «protagonistas del cambio». El proyecto se de llamó «Itxaso». La segunda parte del proyecto se centró en la adolescencia y la investigación de que pasaba con los niños y las dificultades que también pasaban en relación con la marca de masculinidad con serias carencias en educación emocional. El proyecto se realizó en el ámbito europeo en nuevos países con apoyo de la Unión Europea y se denominó «Aniranne».
De 1996 a 2003 fue profesora de sociología de la educación en la Universidad Autónoma de Barcelona. Su actividad investigadora en la Universidad Autónoma de Barcelona se ha centrado en temas de género y educación. También ha sido directora de la revista Cuadernos para la Coeducación del Instituto de Ciencias de la Educación de la UAB de 1992-2002, y del Proyecto de Educación en valores en el Instituto de Educación del Ayuntamiento de Barcelona 2000-2003. Ha trabajado como asesora en temas de coeducación para diversos gobiernos autonómicos y ha publicado numerosos materiales didácticos con un enfoque no sexista con recomendaciones sobre cómo trabajar en el aula enfrentando la discriminación de las niñas y el sesgo de género. Ha dirigido el Programa de Educación en Valores del Institut d’Educació del Ajuntament de Barcelona. También ha sido coordinadora de la Red Internacional, Estatal y Mediterránea de Ciudades Educadoras. Mantiene colaboraciones con diversas instituciones y organizaciones sobre educación y género y colabora con diversos medios de comunicación.

## Sexismo en la educación

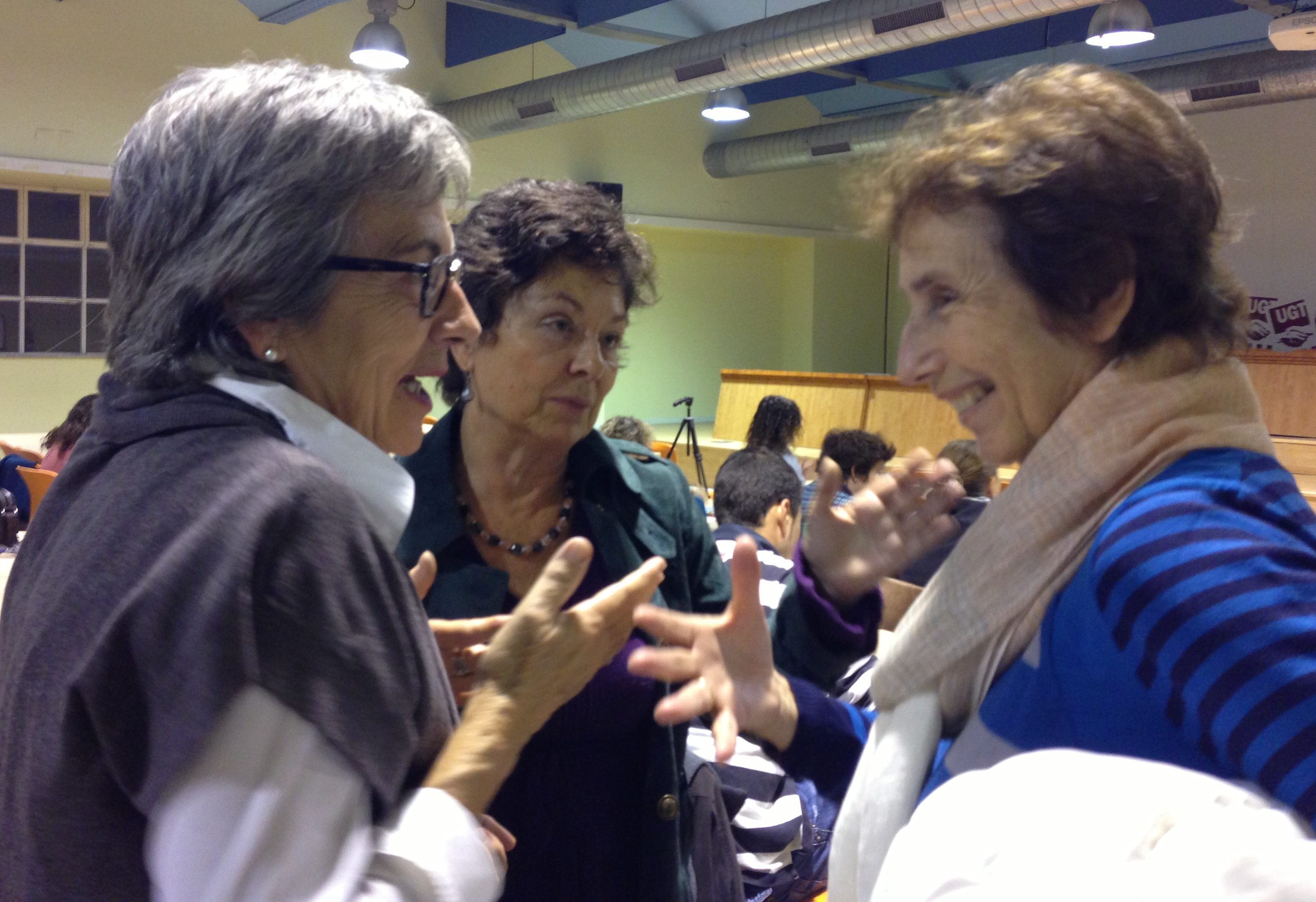
Amparó Tomé, Marina Subirats, Montserrat Moreno. Jornadas coeducación. UGT Barcelona, 2012

Tomé advierte que tanto las niñas como los niños aprenden sus roles y a formar parte de la sociedad mimetizando, imitando, copiando los modelos, las formas de ser y de estar en el mundo de las personas que son referentes en sus vidas: las madres, los padres, abuelas, abuelos, hermanas, hermanos, otros familiares, profesorado, etc. y posteriormente los medios de comunicación y sus amigas o amigos. La mayoría de estas y estos agentes no saben en qué consiste el sexismo y por lo tanto lo producen, lo reproducen y lo perpetúan sin ser conscientes de ello. La clave es también -señala Tomé- trabajar con los niños desde pequeñitos sobre las nuevas masculinidades. A las niñas se las invisibiliza con la lengua cuando hablamos habitualmente en masculino. A los niños se les coarta las emociones.
En Balones fuera, libro del que es coautora con el profesor de sociología de la educación Xavier Bonal estudió el comportamiento de niños y niñas y encontró patrones que se repetían en todos los patios de escuela: los niños preferían los juegos y juguetes que implicaban más movimiento, mientras las niñas tardaban más en escoger y preferían juegos más diversos. Diferencias marcadas por la carga cultural, no biológica, denuncia.

## Publicaciones
- Construir l'escola coeducativa: la sensibilització del professorat. (1997) con Xavier Bonal. Universitat Autònoma de Barcelona. Institut de Ciències de l'Educació.
- La coeducació de les identitats masculines a l’educació secundària. (2001) Bellaterra: Universitat Autònoma de Barcelona. Institut de Ciències de l'Educació.
- Contra el seximo: coeducación y democracia en la escuela (2001). Coautora con Xavier Rambla i Marigot Editorial Síntesis ISBN 84-7738-816-4.
- Mujer y Educación: Educar para la Igualdad, educar desde la diferencia. (2002) Grao.
- Género y educación. La escuela coeducativa. (2002) Coautora con Mª Pilar Jiménez Aleixandre, Montserrat Cumellas, Nieves Blanco, Núria Solsona Pairó.[10]
- Los chicos también lloran. Barcelona, Paidós 2004.
- Balones fuera. Reconstruir los espacios desde fuera de la educación. (2007) Coautora con Marina Subirats. Editorial Octaedro. ISBN 978-84-8063-895-1.
- Con ojos de niña (2013) Coautora con Francesco Tonucci. Editorial Graó.